# マルセル・ビック
マルセル・ビック（Marcel Bich 、1914年7月29日-1994年5月30日）はフランスの筆記具メーカー「ビック」の創設者。ボールペンを始めとした大衆商品の世界普及に多大な功績を残した。

## 人物
1914年、イタリアトリノで生まれる。祖父がアオスタ渓谷地域一帯の知事であったことからサヴォイア公より男爵の称号を受けており、貴族階級の子息として幼年期を過ごす。18歳のときにフランスパリの学校へ進学するため渡仏した。そのままフランス国籍を獲得したビックは、インク製造会社へ就職し、低賃金で労働に従事する傍ら、会社経営のための法律やテクニックなどを独学で修得していった。
第二次世界大戦後の1945年、万年筆を製造していた工場を買い取ったビックは、筆記用具を作成する小さな会社を設立する。ハンガリーのビーロー・ラースローが発明したボールペンに目をつけたビックはその特許を買い取り、ボールペンの大量生産に着手した。ボールペンは飛ぶように売れ、ビックが設立した会社ビックはヨーロッパの市場を席巻した。
ビックは1970年に突如、アメリカ合衆国の権威あるヨットレース「アメリカスカップ」への出場を表明する。豪華絢爛なヨットに乗り込み、懸命にレースに挑戦する「素人」ビックの姿に民衆は感銘を受け、引退を表明した1980年には数々のスポーツ雑誌がビックの健闘とチャレンジ精神を称えた。こうした努力が実り、アメリカ国民にビックの名前は素早く浸透していき、会社ビックのアメリカ進出を容易にさせた。ビックは、ヨーロッパ市場と同じく、アメリカ市場においても大きなシェアを獲得した。